# Enrique Carbajal
Enrique Carbajal González (Camargo, Chihuahua, 16 de noviembre de 1947), conocido por su nombre artístico «Sebastián,» es un escultor mexicano, especializado en escultura monumental.

## Inicios
Enrique Carbajal “Sebastián” nació el 16 de noviembre de 1947 en Ciudad Camargo, Chihuahua. Su familia la forman su madre, Soledad; su abuela, Ramona, sus hermanos Raymundo y Ramón Carbajal quien hace las veces de su padre. Y desde finales de los años sesenta empezó a crear una obra escultórica única en la tradición mexicana y latinoamericana. Su vocación constructiva, alimentada por los principios del arte cinético, se expresó inicialmente en la creación de esculturas transformables, o des-doblables, mismo que siguió trabajando hasta desarrollar diversos productos.
En 1960- 1963, mientras Enrique Carbajal estudia en la escuela secundaria, acude diariamente al taller de dibujo que imparte Enriqueta Visconti – quien a la par es maestra de inglés en Ciudad Camargo – y realiza el retrato de una joven tahitiana y el desnudo de un hombre Tarahumara llamado José, quien en las malas temporadas baja de la sierra a buscar trabajo. Por dos dólares y medio la hora, José posaba para el muchacho. Por entonces, el único medio que llegaba a la ciudad de Camargo con información sobre plástica en México era la revista Siempre!, así que Enrique reservaba una tarde cada mes para ir a la peluquería, ávido de hojear la revista, en la que ve por primera vez las obras de Diego Rivera, José Clemente Orozco, David Alfaro Siqueiros, Frida Kahlo, Juan Soriano, María Izquierdo y Fernando García Ponce.
En 1965 Enrique Carbajal ingresa en la Academia de San Carlos y aunque se hospeda cerca también en el centro de la ciudad hace de la Academia su casa. Son días de impronta para el joven artista, de eventos que lo llevan a transformar su propio nombre. Todo empieza cuando se queda dormido en su clase de pintura y el maestro lo toma de modelo, como un “San Sebastián de (Botticelli)”. Un par de años más tarde, en una cena ofrecida por los republicanos españoles a Luis Echeverria Álvarez, a la que Enrique Carbajal había sido invitado como artista joven, el poeta Carlos Pellicer se acerca a Enrique y le comenta "Usted parece salido de Sebastián Botticelli". Poco después una periodista francesa lo describe como un Sebastián de Mantegna. Imposible desoír tantas señales. Sin dudar, Enrique Carbajal adopta el nombre que lo hace ser famoso: “Sebastián”.
Poco después estudió en la Escuela Nacional de Artes Plásticas de la Universidad Nacional Autónoma de México (UNAM). Con persistencia y con profundo reconocimiento para Henry Moore y Pablo Picasso, ganó el primer lugar en la Exposición Anual de 1965 en la Escuela Nacional de Artes Plásticas de la UNAM. El 2 de octubre de 1968 fue detenido como cientos de estudiantes más durante la Matanza de Tlatelolco y fue remitido al Campo Militar Número 1.

## Trayectoria
Desde 1968, cuando comenzaron sus inicios como artista, ha realizado más de 120 exposiciones individuales en México, y el extranjero como Alemania, Bélgica, Brasil, Colombia, España, Holanda, Suecia, Noruega, Irlanda, Inglaterra, Portugal, Italia, Dinamarca, Canadá, Finlandia, Estados Unidos, Francia, Japón, Suiza y Venezuela.
Su producción escultórica abarca lo mismo en pequeño formato que el de tamaño medio y la escultura monumental urbana.

Un grupo de obras son por inspiración y re-creación de piezas prehispánicas de México, a lo describe:  
"Los mexicanos tenemos una gran vocación constructiva por la raíz prehispánica que guardamos. La obra de Henry Moore con influencia prehispánica me hizo pensar en la recreación de ese pasado; por ello, quise retomar nuestras raíces y re interpretar ese mundo del México antiguo, dar vida a los dioses y a sus expresiones para seguir proyectándolos en el tiempo presente". 
Se distingue de otros artistas por la forma geométrica que le imprime a sus esculturas. Sebastián es miembro del World Arts Forum Council con sede en la ciudad de Ginebra, Suiza. 
En el extranjero se encuentran diversas piezas como en: Japón, (16 obras); España (varias), Corea 4, China 4, Israel 3, Singapur 1, Marruecos, Egipto, París, Dublín, Irlanda, Alemania con coleccionistas privados en: Islandia, Estados Unidos (diversas ciudades); Chile, Argentina, Paraguay, Uruguay, Brasil, Colombia, Panamá, Belice, por mencionar algunas
Es investigador de tiempo completo de la UNAM, miembro del Consejo Consultivo del Consejo Nacional para la Cultura y las Artes y beneficiario del Sistema Nacional de Creadores 1994-1996. En 1994 fue invitado de honor durante la Trienal de Arte de El Cairo, Egipto.
Sebastián imparte cursos, talleres y conferencias en diversas universidades e instituciones tanto de México como del extranjero, entre ellas la Universidad Tecnológica de Tijuana que impartió una conferencia el 26 de marzo de 2015.
Sebastián sigue participando en exposiciones en las máximas salas como en la Sala Nacional, Museo Tamayo, y  en diciembre del 2023 tras 55 años de carrera artística, en el Museo nacional de Antropología con su colección "Chac Mool"

## Obras monumentales

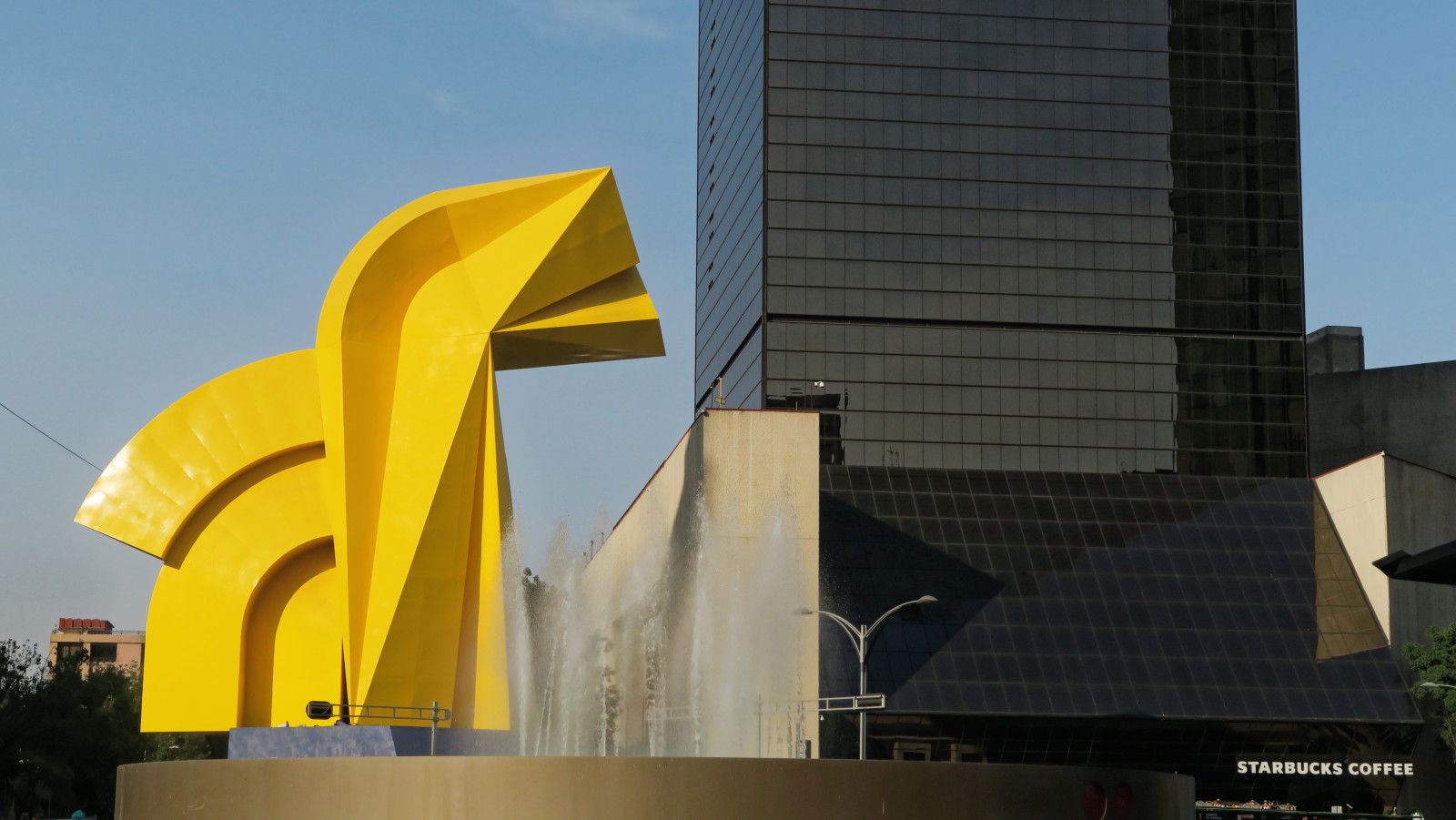
Cabeza de caballo, obra de Sebastián ubicada en el Paseo de la Reforma.

Carbajal ha creado al menos 276 obras monumentales, que van desde 4 hasta 7 metros. Varias ciudades latinoamericanas poseen esculturas monumentales de Sebastián, como son: Kingstown, Buenos Aires, La Habana, Montevideo y Río de Janeiro. 
Asimismo, la presencia geométrica de su producción se levanta en sitios clave de Albuquerque, Denver, Englewood y Nueva York, en Estados Unidos, y en Europa hay piezas suyas en Berna y en Islandia.

## Premios
Entre los numerosos premios que ha recibido están en los ámbitos de la Escultura y Pintura y Doctorados honoris causa. Entre ellos se pueden mencionar el Superior Prize que le otorgó el Hakone Open Air Museum de Japón dentro del concurso en homenaje a Henry Moore; el premio de bronce de la ABC Ashi Broadcasting Coportation de Osaka; el premio del Jurado de la Trinental Internacional Gráfica de Noruega, el gran premio de Oro del concurso ORC- City y también de Osaka y, en el ámbito de la pintura, el premio Mainichi de la Tirenal de Pintura del a misma ciudad japonesa. Así mismo, Ganó el concurso para crear una escultura que es el símbolo de la ciudad de Sakai, en Japón, en donde desde 1994 se levanta su pieza monumental Arco Fénix.En 1995 ganó el concurso para construir el símbolo de la ciudad de Kadoma, en Japón, con su pieza Tsuru, que es un haiku escultórico, inaugurada en el mes de junio de 1996 en aquella ciudad. 

### Escultura
- Superior Prize (Hakone Open Air Museum de Japón)
- Premio de Bronce de la ABC Ashi Broadcasting Corporation (Osaka)
- Premio del Jurado de la Trienal Internacional Gráfica (Noruega)
- Gran Premio de Oro del concurso ORC-City (Osaka)
- Arco Fénix (Sakai, Japón)
- En 1995 ganó el concurso para construir el símbolo de la ciudad de Kadoma, en Japón.
- En 2002 construyó el símbolo de Manzanillo, Capital Mundial del Pez Vela.
- En el 2004 construyó el símbolo del Valle de Tecomán, en el Estado de Colima denominada El Limonero, Árbol de la vida con 35 metros y 110 toneladas de peso.
- Abril 2013 Título Nobiliario en Dinamarca, otorgado por Margarita II por su honorable desempeño y premiación en el World Arts Forum Council.
- Premio Nacional de Ciencias y Artes 2015 en Bellas Artes

### Pintura
- Premio Mainichi de la Trienal de Pintura (Osaka)Japón

### Doctorados
- Doctor honoris causa por la Universidad de la Laguna en 2003.
- Doctor honoris causa por la Universidad de la Chihuahua en 2005.
- Doctor honoris causa por New York City College en 2008.
- Doctor honoris causa por la Universidad de Colima en 2008.
- Doctor honoris causa por la Universidad Autónoma Metropolitana en 2011.
- Doctor honoris causa por la Universidad Autónoma del Estado de México en 2014.

## Fundación Cultural y Museo Sebastián
La Fundación Cultural Sebastián fue fundada en 1997 con Sebastián como primer presidente como organización cultural no gubernamental para promover los valores culturales mexicanos, especialmente las artes. Ha albergado exposiciones de artistas jóvenes, conciertos, recitales de danza, artes visuales y eventos literarios y más. También promueve técnicas para preservar obras de arte para evitar su pérdida en el futuro debido a costosos trabajos de renovación. También patrocina una serie de concursos artísticos a nivel nacional así como en los estados de Quintana Roo y Colima . 
El Museo Sebastián está ubicado a un costado de la Plaza Merino en la ciudad de Chihuahua, que solía ser el sitio de un gran mercado en los siglos XVIII y XIX. El edificio fue construido en la década de 1880 como una mansión. Después de la Revolución mexicana se convirtió en un edificio comercial. En 1995, la ciudad lo adquirió para crear un centro cultural y un museo en honor a Sebastián. Contiene varias salas de exposiciones y una colección permanente de la obra de Sebastián en exhibición, así como áreas para eventos culturales y de otro tipo.

## Vida privada
Cuatro hijos con cuatro mujeres lo acompañan. Un músico, quien produce su música; a quien considera su brazo derecho; una diseñadora industrial, que produce y pinta; una en la industria del cine y una en economía.